# Стоби

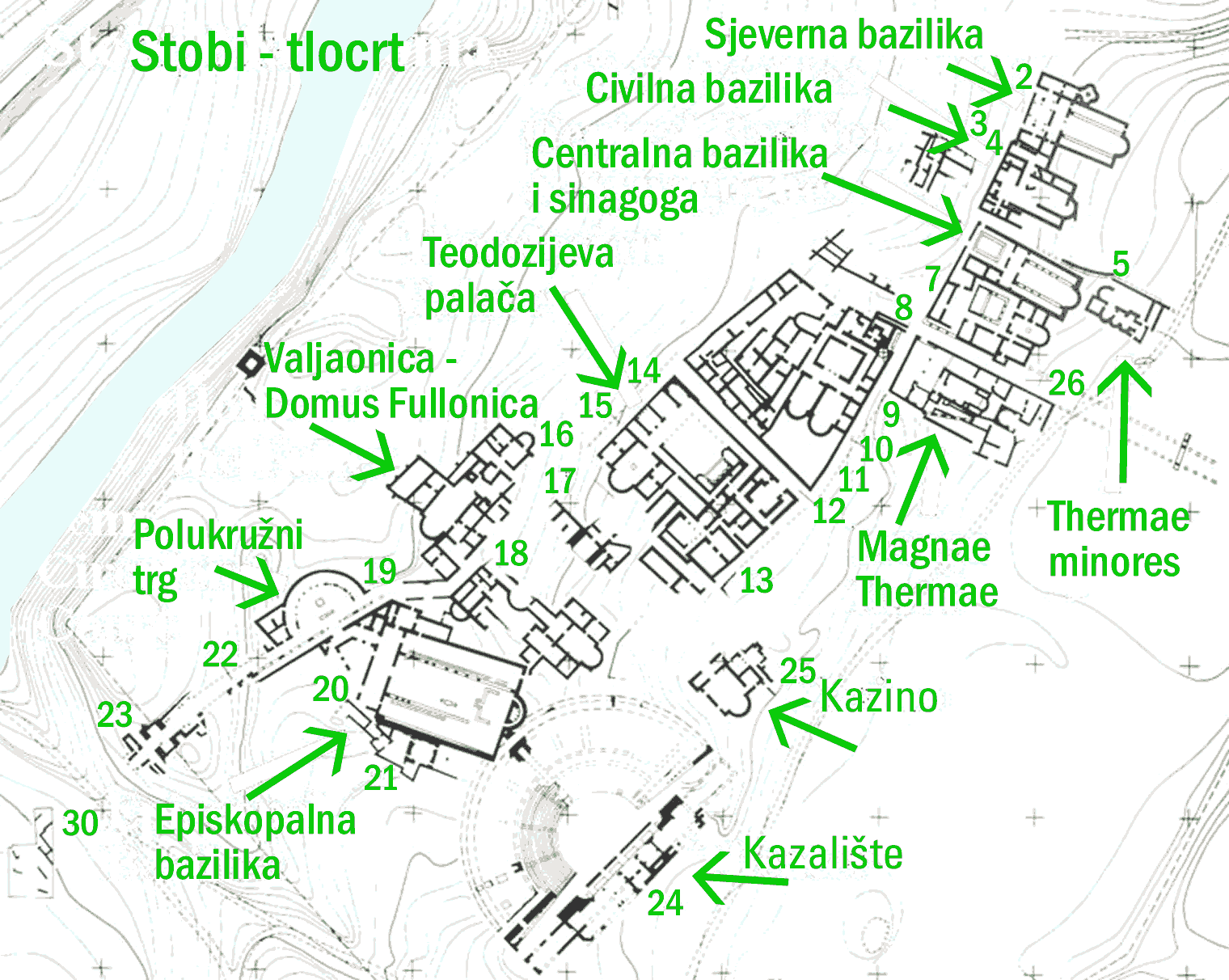
Карта Стоби

Стоби или Стобои (макед. Стоби; др.-греч. Στόβοι; лат. Stobi) — древний город Пеонии, позже завоёванный Македонией и, наконец, превращённый в столицу римской провинции Македония Салютарис. Он расположен недалеко от нынешнего Градско, общины в Северной Македонии, на главной дороге, ведущей от Дуная к Эгейскому морю, и считается одним из самых значимых археологических объектов в Северной Македонии. Стоби был возведён там, где река Эригон (Црна) впадает в Аксиос (Вардар), что делало его стратегически важным центром как в области торговли, так и в военном деле.

## Доримский период
Стоби вырос из пеонийского поселения, появившегося в архаический период. Располагавшийся на северной стороне террасы ранний город занимал площадь около 25 000 м². Его близость к слиянию рек Эригон и Аксиос, а также его положение в плодородной центральной долине Вардара способствовали его быстрому экономическому развитию и процветанию. Близлежащая гора Клепа служила богатым источником мрамора. Первоначальное пеонийское население позднее пополнилось другими группами иммигрантов.
Предположительно в 217 году до н. э. Филипп V аннексировал Пеонию во время своей кампании против дарданцев, которые заняли Билазору, крупнейший пеонийский город.

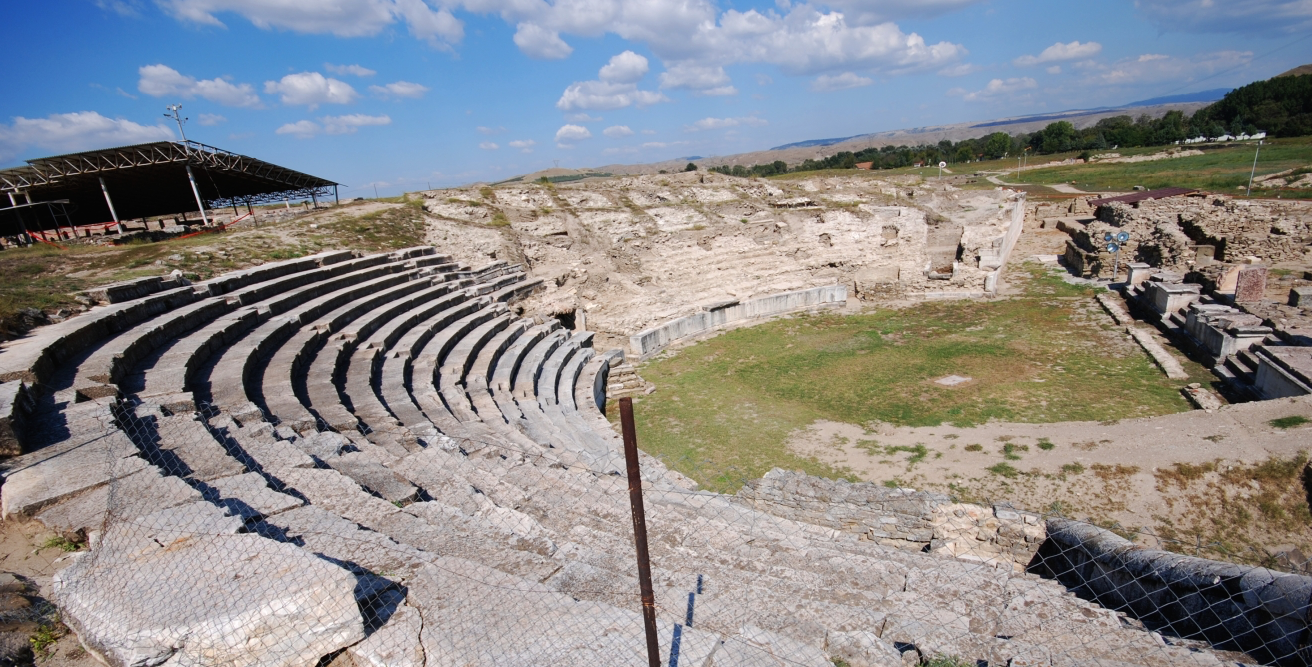
Римский театр в Стоби

## Римский период
Город впервые упоминается в письменных источниках историком Титом Ливием в связи с победой Филиппа V Македонского над дарданцами в 197 году до н. э. В 168 году до н. э. римляне разгромили Персея Македонского, и Македония была разделена на четыре номинально независимые республики. В 148 году до н. э. четыре области Македонии были объединены в единую римскую провинцию. В царствование Октавиана Августа город вырос в размерах и населении. Город ещё разросся в 69 году до н. э., когда он стал муниципием, и тогда же начал чеканить монеты, легенды которых включали надпись Municipium Stobensium. Жители Стоби пользовались италийским правом и были римскими гражданами. Большинство из них принадлежало к римским племенам Эмила и Троментина. Во времена Римской империи Стоби был столицей римской провинции Македония Салютарис. Император Феодосий I Великий останавливался в Стоби в 388 году. В конце V века город пережил ряд потрясений. В 479 году его разграбил остготский король Теодорих. Горожане восстановили Стоби, но в 518 году он был поражён мощным землетрясением. Аваро-славянские нашествия в VI веке разрушили экономику и инфраструктуру города.

## Этимология
Название Стоби происходит от пеонийского слова, означающее «столб, колонна» и родственно подобным словам в других индоевропейских языках. Такое название предполагает, что в этом месте находился большой культовый столб, хотя нет никаких доказательств этого.

## История раскопок
Музей Белграда был первым и единственным учреждением, исследовавшим Стоби с 1924 по 1936 год. Югославские археологи сначала обнаружили общественные и частные здания в городе, а затем городской театр, возведённый в III веке, а также религиозные артефакты из центральной и западной части города. Исследования Стоби официально завершились в 1940 году. Во время Второй мировой войны во дворце Перистерия были обнаружены позднеэллинистические могилы, многие из которых были скрыты под строениями. В 1970 году между северной и центральной базиликами и в западном некрополе было обнаружено 55 захоронений. В 1955 году в южной части северной базилики были обнаружены 23 славянские могилы, датируемые IX—XII веками. Наиболее значительные находки были сделаны между 1970 и 1980 годами югославскими и американскими археологами. В этот период было обнаружено множество зданий, а также мозаики в ходе новых исследований в западном некрополе, Casa Romana и в сети акведуков Стоби. С 1981 по 1988 год была раскопана Епископальная базилика. Эти исследования подтвердили предположения учёных относительно религии, культуры и повседневной жизни населения Стоби. Хорошо сохранившаяся мраморная голова Августа была обнаружена в Стоби в апреле 2009 года.

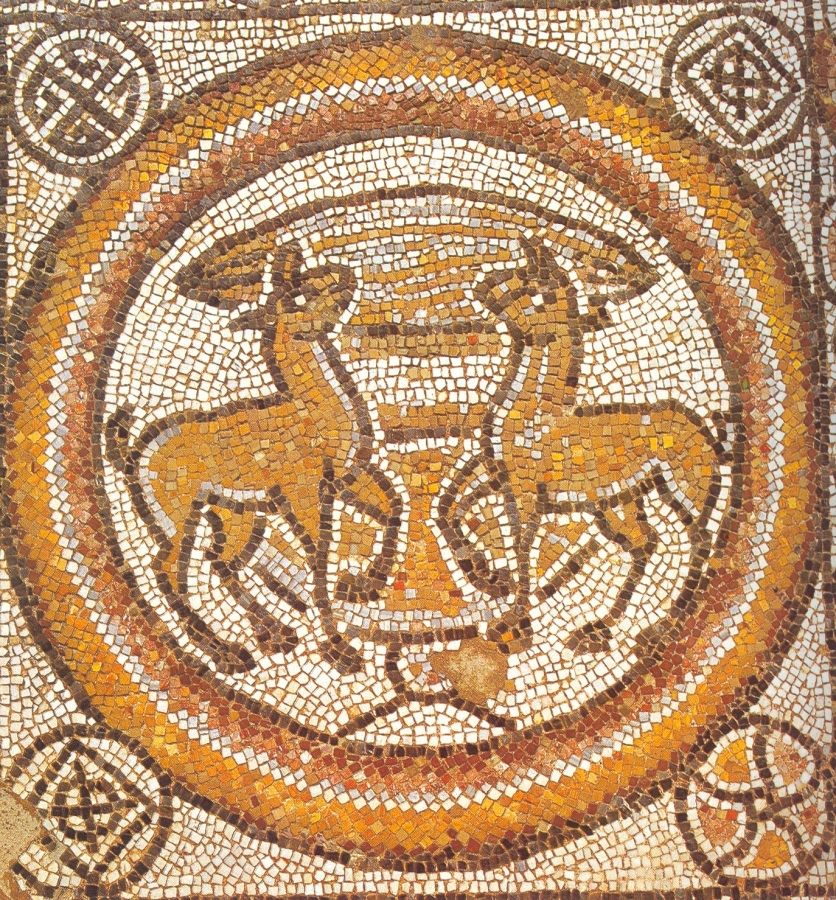
Мозаика из Стоби

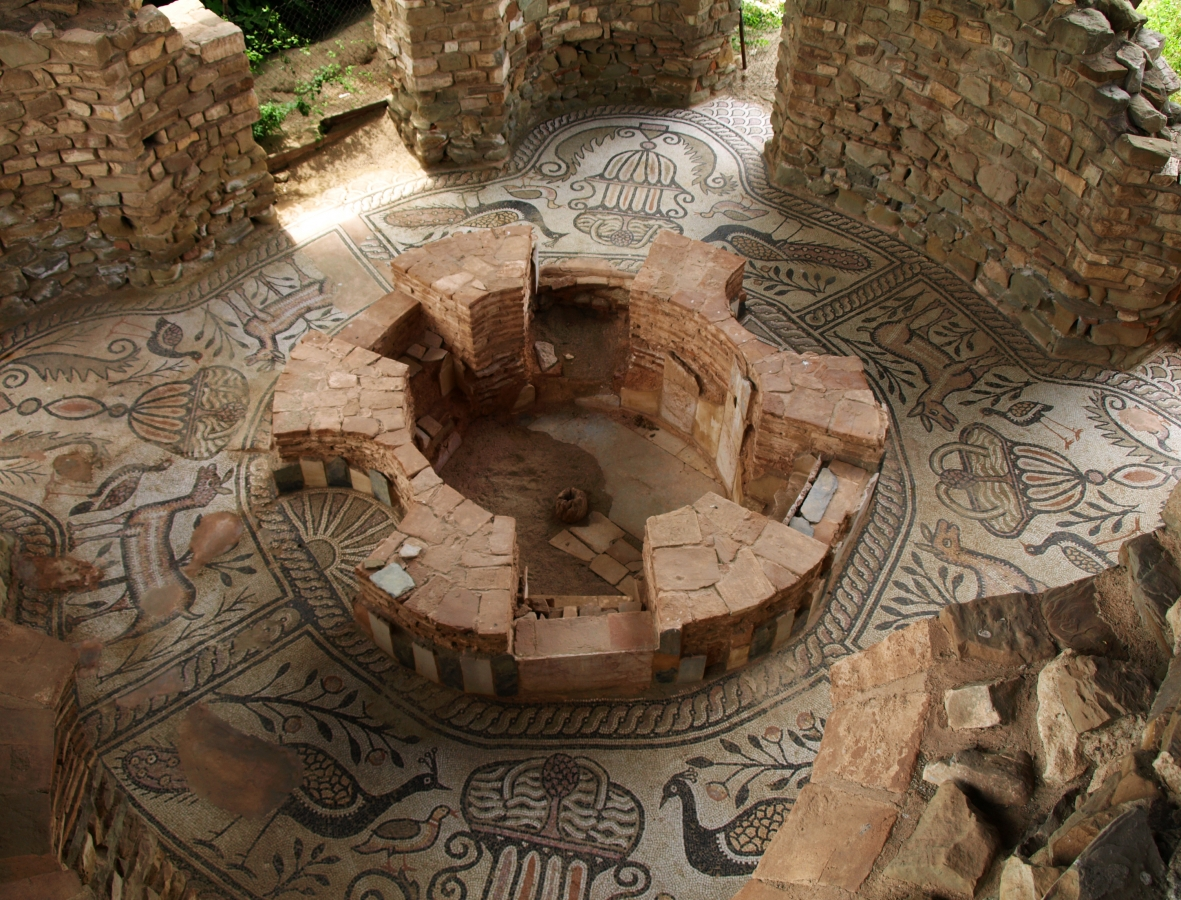
Баптистерий в базилике